# بترا (مسرحية)
مسرحية تحكي قصة تاريخية في مدينة بترا جنوب الأردن. قدمت مسرحية بترا في عمان ودمشق وكازينو لبنان وفي البيكاديللي بين سنتي 1977 و1978
تأليف الاخوين رحباني ما عدا المقدمة الموسيقية لزياد الرحباني. بكرة لما بيرجعوا الخيالة، لا يسمعنا حدا، ما نام الليل، مغادرة القوافل، ونجمة الليل توزيع الياس الرحباني. المقدمة الموسيقية الثانية ويا بنية زغيرة موسيقى الياس الرحباني
قام بأداء الأدوار:
- فيروز الملكة شاكيلا
- نصري شمس الدين الوزير ريبال
- هدى هالة
- انطوان كرباج باتريكوس
- أندريه جدعون لايوس
- رجا بدر صالح
- جوزف ناصيف الملك
- غسان صليبا رئيس القافلة

بترا   (1977) 
يذهب ملك بترا (جوزيف ناصيف) ليحارب الرومان الغزاة ويترك زوجته الملكة شكيلا (فيروز) لتتولى مهام الحكم في غيابه وابنته الوحيدة بترا ذات السبعة أعوام. 
يصل جنديان رومانيان باتريكوس (أنطوان كرباج) ولايوس (أندريه جدعون) مع بقية القوافل ويدعيان انهما يريدان حفظ كنوزهما في الخزنة. فقام باتريكوس ولايوس بخطف الأميرة الصغيرة واحتفظا بها كرهينة وأخذاها خارج المملكة. 
بدأت محاولات يائسة للعثور على الأميرة المخطوفة وهدد باتريكوس الملكة بأن عواقب خطيرة ستحدث إذا لم تخبر زوجها بضرورة الانسحاب من المناطق التي حررها من حكم الرومان. 
وعندما رفضت الملكة خيّرها بين نصر المملكة أو حياة ابنتها بترا. رفضت الملكة أن تضحي بحرية المملكة وبدماء كل الجنود الذين ماتوا وأمرت الجنود بإعدامه علناً. 
في النهاية يعود الملك متوجاً بالنصر لكن فرحه ينتهي بالأسف عندما تخبره الملكة بالثمن الذي دفع لكي يتحقق النصر.